# A.P.カーター
アルヴィン・プリーザント・ディレイニー・カーター（Alvin Pleasant Delaney Carter、1891年12月15日 – 1960年11月7日）はアメリカ人ミュージシャンにしてカントリー・ミュージックの歴史において最も注目すべき行為であるカーター・ファミリーの創設メンバーである。

## バイオグラフィー

### 生涯
A.P.カーターはロバート・C・カーター（Robert C. Carter）とモリー・アーヴェル・ベイズ（Mollie Arvelle Bays）の子として、プア・ヴァレイに位置し、今日ではヒルトンズと呼ばれているバージニア州メイシス・スプリングで生まれた。A.P.は ”Doc" と呼ばれることもあった。
1915年6月18日、A.P.はサラ・ドハティーと結婚し、グラディス（ミラード）、ジャネット（ジェット）、ジョーの三人の子供を設けた。1927年、A.P.は妻と共にカーター・ファミリー・バンドを結成した。彼らにサラの従姉妹で、A.P.の弟のエズラ・カーター（ジューン・カーター・キャッシュの父）と結婚していたメイベルが加わり、一緒に最初の商業的な田舎のカントリー・ミュージックのグループを結成した。A.P.は巡回セールスマンとして雇われていたので、カーターは中央アパラチアを広範囲に旅していたことで知られていた。南西バージニア奥部のプア・ヴァレイの彼に故郷はテネシー州東部、ノースカロライナ州西部、ケンタッキー州東部およびウェストバージニア州南東部のほぼ中央に位置している（メイシス・スプリングからこれらの他の4州との州境までは25マイル以下である）。カーターはしばしば友人のレスリー・リドルを伴って、特にアパラチアのミュージシャンから、そしてカーター・ファミリーの数多くの宗教曲の源である多くの孤立した場所にある教会の礼拝に参加することによって曲を集め、混ぜ合わせた。いくつかの曲はA.P.カーターと非常に密接に識別されたため、彼は人気があったこともあって、それらを書いたと間違って信じられている。たとえば、「キープ・オン・ザ・サニー・サイド・オブ・ライフ」は、1901年にエイダ・ブレンコーン作詞、ハワード・エントウィスル作曲とクレジットされて出版されており、"The Meeting in the Air"はI.G.マーティン作詞作曲のクレジットで出版されている。
完璧なタイミングでビクター・レコードは1927年に録音とレコードの範囲を広げて、「ビクトローラ」と呼ばれるレコード・プレイヤーをより多く販売することに非常に興味を抱いていた。ビクターレコードは、ポピュラー音楽を求めて全国に「移動」レコーディング・チームを派遣した。彼らの立ち寄り場所の1つは、メイシス・スプリングからわずか数マイルのテネシー州ブリストルにあり、カーター・ファミリーはいくつかの曲を録音するためにそこに行き、すぐに全国的に人気を博した。
A.P.が巡回セールスマンとしての仕事と、新しい音楽的アイデアの調査のために長期間家を空けることもあって、サラがA.P.の従兄弟と浮気した結果として、1932年にA.P.とサラは別居した二人は1939年に離婚した。バンドはその後の数年間は一緒に活動したが、1943年に解散した。メイベルと娘たちがカーター・ファミリーとしてツアーを継続したが、A.P.はバージニア州ヒルトンズで雑貨屋を営むために音楽業界から離れた。

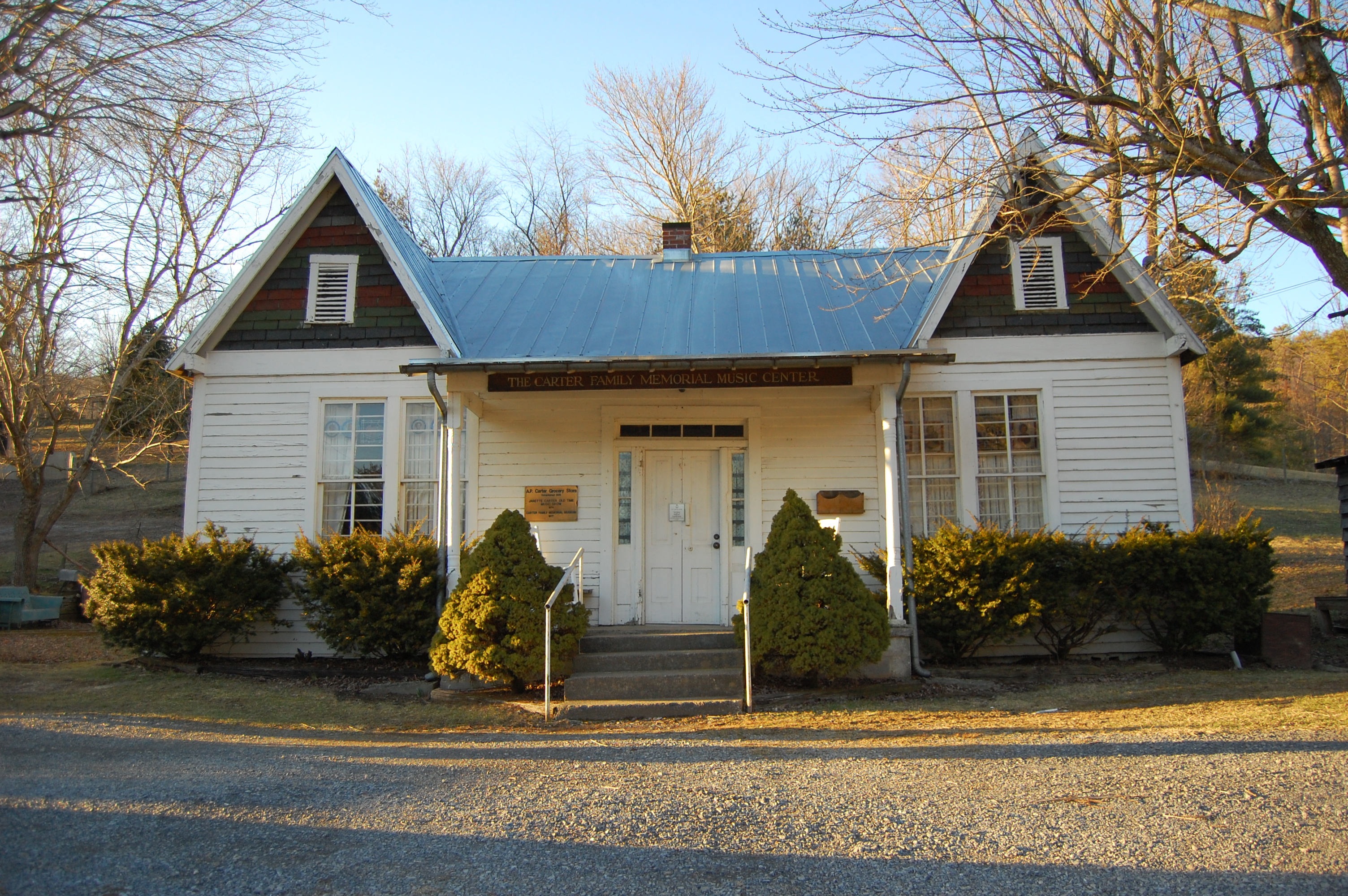
A.P.が音楽業界から引退したあとで経営したA.P.カーター・ストア

A.P.カーターはテネシー州キングスポートで1960年11月7日に68歳で亡くなった。バージニア州ヒルトンズのメイシス・スプリング地区にあるマウント・ヴァーノン合同メソジスト教会の墓地に埋葬された。

## 遺産

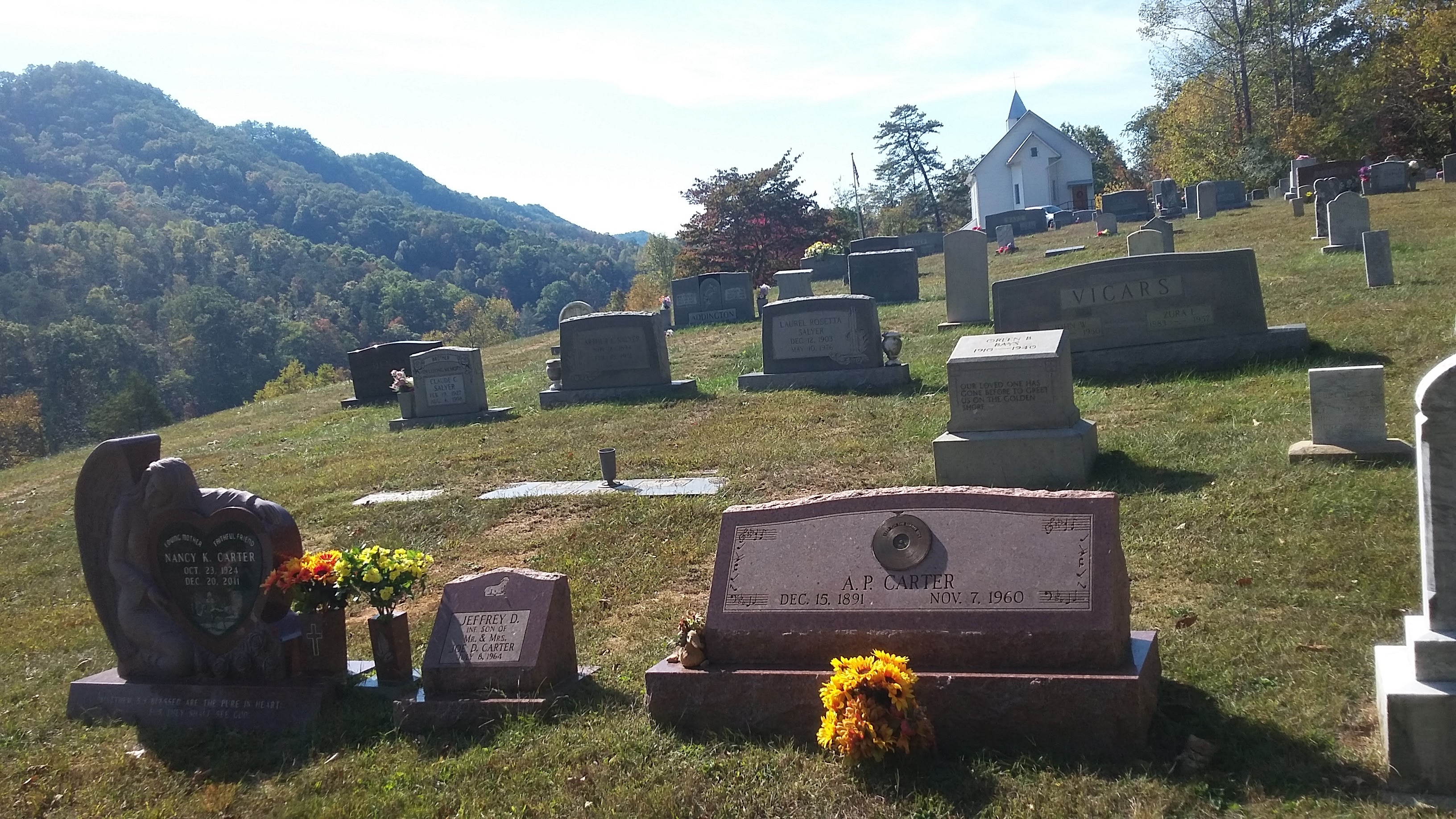
バージニア州メイシス・スプリング、今日のバージニア州ヒルトンズにあるマウント・ヴァーノン合同メソジスト教会にあるA.P.カーターの墓

比較的無名のまま亡くなったにもかかわらず、A.P.カーターは1970年にナッシュビル・ソングライターの殿堂に列せられた。カーターは1970年にカーター・ファミリーの一員としてカントリー・ミュージック殿堂に列せられた。1993年、カーター・ファミリーを称えて合衆国郵便切手の人物一覧にカーターの画像が掲載された。2001年に国際ブルーグラス・ミュージック栄誉の殿堂に死後列席された。
PBSは2005年に "Will The Circle Be Unbroken" と題した『アメリカン・エクスペリエンス』のA.P.カーターとカーター・ファミリーの1時間番組を放送した。
近年、バージニア州アビンドンのバーター劇場では Keep on the Sunny Side と題した、A.P.の人生を元にした劇を上演している。
エミルー・ハリスは2008年のアルバム『オール・アイ・インテンデッド・トゥ・ビー』に、ケイト&アンナ・マクギャリグルとの共作で、三人ともがテレビで見たドキュメンタリーに啓発されて、A.P.とサラの関係についての曲 "How She Could sing the Wildwood Flower" を収録した。
1931年にA.P.カーターが書いてカーター・ファミリーが演奏した楽曲「ウェン・アイム・ゴーン」は2009年にルル&ザ・ランプシェイズがカップ・ゲームをパーカッションとして使用し、 "Cups (When I'm Gone)" のタイトルでリメークしてリバイバルし、2012年の映画『ピッチ・ファーフェクト』でのアナ・ケンドリックがカバーしたことで有名になった。
A.P.とサラの家、A.P.カーターの生家、A.P.カーターの店、メイベルとエズラ・カーターの家およびマウント・ヴァーノン・メソジスト教会はアメリカ合衆国国家歴史登録財にカーター・ファミリーのテーマ別構成要素として登録された。
A.P.カーターの遺志をついで、娘のジャネット・カーターがA.P.カーターの雑貨店を会場とした定期演奏会を再開し、カーター・ファミリー・フォールドとして現在もアパラチア音楽の定期公演を行っている。